# Chrysolina weisei
Chrysolina weisei es un coleóptero de la familia Chrysomelidae.
Fue descrita científicamente en 1883 por Frivaldszky.